# Liisa Hietanen
Liisa Hietanen, nata Liisa Johanna Hietanen (Lohja, 1981) è un'artista finlandese.
La particolarità della sua opera è quella di creare figure di persone, animali ed oggetti a grandezza naturale lavorando tessuti con la tecnica dell'uncinetto e del lavoro a maglia.

## Biografia
Ha studiato design l'Istituto di Design di Lahti dal 2003 al 2007 e nel 2012 ha conseguito la laurea come artista visiva presso l'Università di Tampere. Secondo altre fonti si sarebbe laureata a Lubiana in Fashion Design. L'idea di "scolpire" figure umane a grandezza naturale usando l'uncinetto nacque durante il primo anno della scuola d'arte ed iniziò a praticarla finché creò nel 2009 la prima figura che chiamò Pirko, un insegnante di una scuola pubblica in piedi in un angolo con una mappa in mano. L'artista raccontò che l'idea le venne pensando che "...in quei giorni i telegiornali parlavano del fatto che gli studenti hanno sempre più disturbi comportamentali e gli insegnanti si sentono impotenti. È così che mi è venuta l'idea dell'insegnante con le spalle al muro". L'idea di usare uno strumento come l'uncinetto è esattamente l'opposto della "velocità mediatica" cui siamo sottoposti: "richiede tempo, lentezza, umanità quindi è una dichiarazione contro la richiesta di efficienza della società", afferma Hietanen.
Ha tenuto la sua prima mostra personale alla Galleria Rajatila a Tampere nel 2011 dove ha realizzato un'installazione, cioè ha riprodotto all'uncinetto tutto l'arredo, ogni pezzo, di una toilette, lavandino, WC ecc. producendo nei visitatori una forte suggestione.
Da circa dieci anni si è trasferita nella piccola cittadina di Hämeenkyrö. Le sue opere sono state esposte alla Helsingfors Konsthall, galleria d'arte di Helsinki, alla mostra "NordArt2019" a Büdelsdorf in Germania, alla Galleria d'arte Charlottenborg di Copenaghen. Nel 2022 ha esposto al Museo d'arte di Tampere e nello stesso anno ha ricevuto il premio degli artisti finlandesi.

## Stile
La serie, cui ancora pazientemente sta lavorando, intitolata Villagers (ossia, "Abitanti del villaggio"), si compone di figure umane a grandezza naturale. Gente che l'artista "incontra in biblioteca, nello spogliatoio della palestra o che porta a spasso il cane mentre torna a casa". Gente che non conosce o che conosce appena.
Dopo aver scattato numerose fotografie del soggetto, compreso l'abbigliamento, il cane se è a spasso con l'animale, oppure con il sacchetto della spesa, oppure se si trova seduto in qualche pub, immagini che le servono per avere un'immagine del soggetto in tre dimensioni, inizia il lavoro a maglia e all'uncinetto. Per ogni figura impiega quattro o cinque mesi per finirla anche nei dettagli, cioè riproduce perfino i piatti con la pietanza, la tazza col caffè, gli animali di ogni tipo, ciò che contengono le buste dalla spesa, le fogge degli abiti, barbe, baffi, ecc. La serie Villagers è sostenuta da alcuni enti e fondazioni finlandesi tra cui: Fondazione Alfred Kordelin, Finnish Art Society, Fondo regionale Pirkanmaa.
Durante i mesi in cui lavora ad una "scultura", Hietanen incontra il soggetto (o i soggetti) al quale sta lavorando, col quale stabilisce un contatto per approfondirne la reciproca conoscenza: un modo per interagire con Hämeenkyrö e coi suoi abitanti. Al tempo stesso asserisce che si tratta di un ritmo creativo ed umano diverso da quello nel quale la società mondiale ci sta abituando. Per riempire ogni figura umana, animale o altra figura di grandi dimensioni un aiuto importante al lavoro di Liisa lo fornisce il fratello, che la aiuta ad imbottirle di cotone idrofilo, schiuma e tessuto. Per il supporto, egli ha saldato telai in acciaio spazzolato o utilizza anche legno, quando serve, usa anche il cemento per dare peso alla figura. Talvolta ricorre all'ovatta e alla schiuma per costruire la forma.